# 大库陶什
大库陶什（匈牙利語：Nagykutas）是匈牙利佐洛州所辖的一个村，与小库陶什相邻，总面积8.45平方公里，总人口453，人口密度53.6人/平方公里（2010年1月1日）。